# Мала Ганнівка (Олександрійський район)
Мала́ Га́ннівка — село в Україні, у Олександрівському районі Кіровоградської області. Населення становить 58 осіб. Входить до складу Петрівської селищної громади.

## Населення
Згідно з переписом УРСР 1989 року чисельність наявного населення села становила 59 осіб, з яких 23 чоловіки та 36 жінок.
За переписом населення України 2001 року в селі мешкало 57 осіб.

### Мова
Розподіл населення за рідною мовою за даними перепису 2001 року:
| Мова       | Відсоток |
| ---------- | -------- |
| українська | 98,28 %  |
| російська  | 1,72 %   |